# Antonio Mejías Asensio
Antonio Mejías y Asensio (1865-1919) fue un jurista, profesor y político español, diputado en las Cortes de la Restauración.

## Biografía
Nacido el 6 de julio de 1865 en Sevilla, recibió el bautismo en la parroquia de San Juan Bautista, vulgo de la Palma. Se licenció en Derecho civil y canónico en la Universidad de Sevilla en 1885 y se doctoró en 1886. Se incorporó en febrero de 1887 al Colegio de Abogados de Sevilla. Después de ser catedrático auxiliar de la universidad hispalense, obtuvo la cátedra de Derecho Civil de la Universidad de Oviedo en 1915, mas al poco solicitó la excedencia. Diputado a Cortes por Sevilla desde 1903, se doctoró también en Filosofías y Letras y publicó un Proyecto de Reforma del Código civil y un Estudio acerca del Padre Pedro de Quirós (tesis doctoral). Mejías Asensio, que fue miembro de la Real Academia de Buenas Letras de Sevilla, falleció en junio de 1919.